# صفحه ماریانا
صفحه ماریانا (انگلیسی: Mariana Plate) یک صفحه زمین‌ساختی کوچک است که در غرب درازگودال ماریانا قرار دارد و سطح پایه جزایر ماریانا را تشکیل می‌دهد. این صفحه توسط یک مرز واگرای طولانی به همراه گسل‌های ترادیسی فراوان از صفحه دریای فیلیپین جدا می‌شود. مرز میان صفحه ماریانا و صفحه اقیانوس آرام در سمت شرق یک منطقه فرورانش است که در آن صفحه اقیانوس آرام به زیر صفحه ماریانا رانده می‌شود. درازگودال ماریانا مرز جنوب شرقی این صفحه و درازگودال ایزو-اوگاساوارا مرز شمال شرقی آن را تشکیل می‌دهند.
زمین‌لرزه جزایر ماریانا در سال ۲۰۰۷ زمین‌لرزه‌ای عمیق با شدت ۷٫۴ بود که در عمق ۲۶۱ کیلومتری رخ داد.